# 28411 Xiuqicao
28411 Xiuqicao este un asteroid din centura principală de asteroizi.

## Descriere
28411 Xiuqicao este un asteroid din centura principală de asteroizi. A fost descoperit pe 9 octombrie 1999 la Socorro, New Mexico, în cadrul proiectului LINEAR. Asteroidul prezintă o orbită caracterizată de o semiaxă mare de 2,34 ua, o excentricitate de 0,14 și o înclinație de 6,8° în raport cu ecliptica.